# Bonglai
Bonglai is een bestuurslaag in het regentschap Way Kanan van de provincie Lampung, Indonesië. Bonglai telt 3526 inwoners (volkstelling 2010).